# Prieuré de Wechselburg
Le prieuré de Wechselburg, appelé auparavant abbaye de Zschillen, est un prieuré bénédictin à Wechselburg, dans le Land de Saxe et le diocèse de Dresde-Meissen.

## Histoire
Dedo III de Lusace fonde le monastère vers 1168 près du monastère consacré de Gerung (partie est de la basilique romane tardive). Les premiers moines augustins qui viennent de l'abbaye de Petersberg s'installent en 1174. La construction de la basilique à trois nefs est achevée vers 1200. Les bâtiments du couvent semblent avoir été construits seulement après. Le margrave Henri III de Misnie confie le monastère en 1278 à l'Ordre Teutonique. En 1543, le monastère avec toutes ses possessions tombe sous l'autorité du duc Maurice de Saxe, qui fait la sécularisation immédiatement et l'échange aux seigneurs de Schönburg contre les villages de Hohnstein, Wehlen et Lohmen. Jusqu'en 1570, l'Ordre teutonique tente sans succès de récupérer le monastère par des moyens judiciaires.
De 1753 à 1756, le maître d'œuvre, Johann Gottlieb Ohndorff, construit un palais baroque sur les fondations de l'ancien monastère roman délabré, qui appartient jusqu'à leur expropriation en 1945 à la Maison de Schönburg. L'église du monastère sert de chapelle du château protestant. En 1869, les propriétaires de Wechselburg convertis au catholicisme font rénover l’église dans une orientation catholique.
La collégiale est gravement endommagée dans les derniers jours de la Seconde Guerre mondiale par des munitions sur le revêtement du toit. La peinture du XIXe siècle subit des dommages importants. Un toit d'urgence est construit en 1946, les travaux de restauration commencent en 1953 et se poursuivent jusqu'en 1965. L'église du monastère devient une église paroissiale et un lieu de pèlerinage.
Les moines bénédictins de l'abbaye d'Ettal fondent le 28 août 1993, la fête de saint Augustin, le prieuré de Wechselburg.  Les six moines (en 2012) gèrent une maison de jeunes et de famille et participent au pèlerinage et à la pastorale paroissiale. En 2010, le prieuré est agrandi.
Dans le cadre des cas d'abus sexuels sur mineurs dans l'Église catholique connus en 2010 et affectant également l'abbaye-mère d'Ettal, trois moines de Wechselburg sont suspendus du service. Le père Georg, qui admet des abus sexuels en 2015 et est expulsé de l'Ordre, est accusé. En 2016, il est condamné à sept ans de prison par le tribunal de district de Munich II.
Le jour de l'inauguration de la basilique de Wechselburg, le 14 septembre 2012, le monastère est érigé lors d'un service solennel de l'évêque émérite, Joachim Reinelt, au rang de prieuré dépendant de l'abbaye d'Ettal. Maurus Kraß, ancien prieur et professeur d'Ettal, est nommé premier prieur du monastère et donc représentant de l'abbé d'Ettal.
Le 16 septembre 2018, l'église du monastère est élevée par le pape François au rang de basilique mineure.

## Architecture

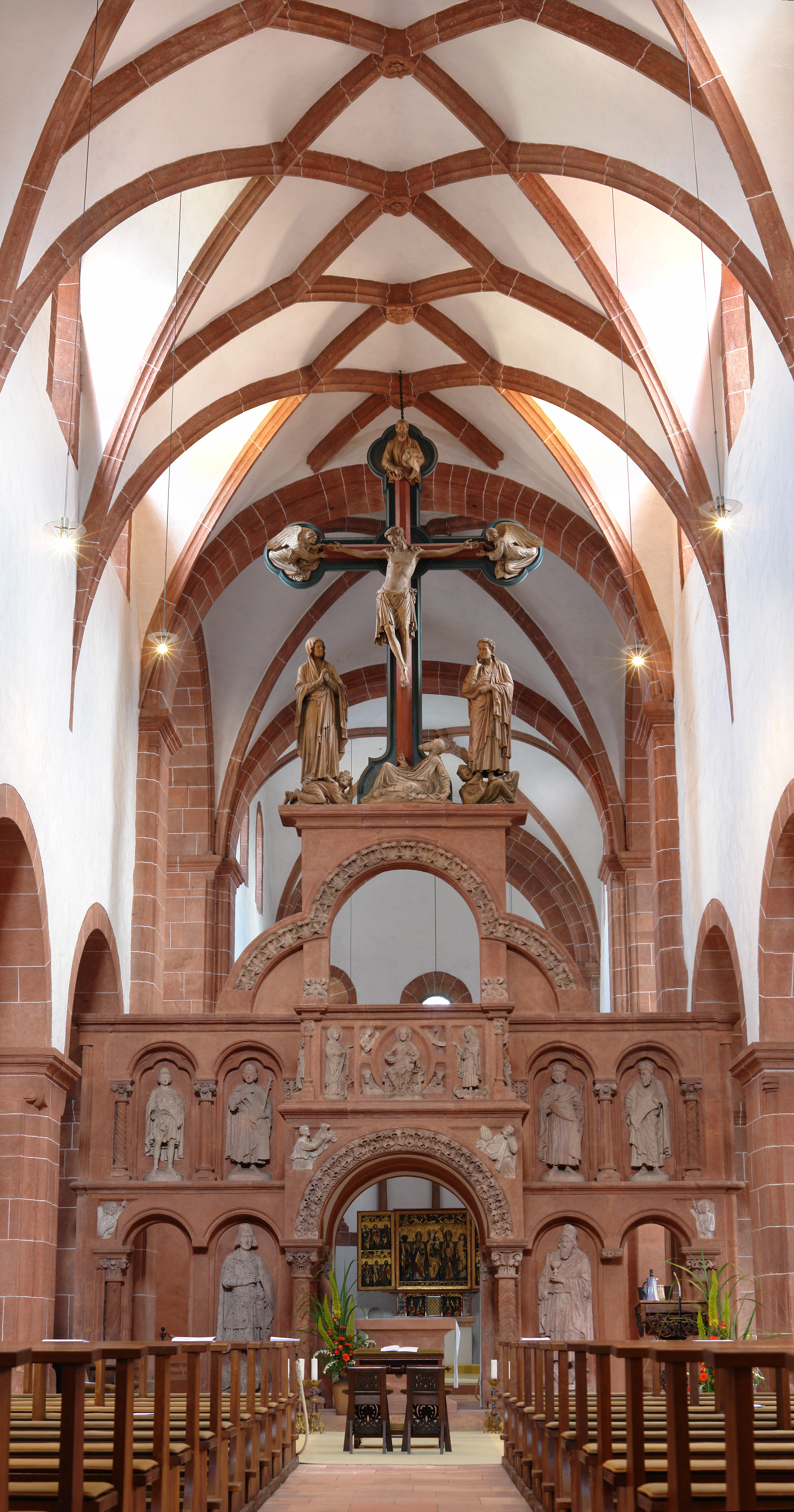
Le jubé

L'église du monastère est une basilique de style roman tardif et est l'une des églises romanes les mieux conservées à l'est de la Saale. Elle est en construction en 1160, est consacré en partie en 1168 et est achevé au cours du dernier quart du XIIe siècle. Le jubé est posé vers 1230. La voûte de la croisée du transept est posée au cours du premier quart du XIVe siècle ; la voûte de la nef porte la date de 1476.
L'église est une basilique cruciforme d'une longueur de 54 mètres avec une abside principale et une abside mineure septentrionale. L'abside du bras sud du transept est démolie et est indiquée à l'intérieur comme une niche. À l'ouest, se dresse une imposante tour construite de blocs de maçonnerie en blocs non polis, représentant le type de massif occidental de la Basse-Saxe. Aujourd'hui, il est seulement aussi haut que la nef et recouvert d'un toit en pente, mais il contenait à l'origine des gables octogonaux similaires à l'église de Neuwerk à Goslar, qui ont probablement été démolis au XVe siècle.
Un double portail sur le bas-côté nord avec un porche à deux baies est richement décoré. Les arches montrent des reliefs avec une bataille du basilic contre un lion et à droite l'agneau de Dieu. Les capitales montrent les motifs de la Basse-Saxe, des influences du Rhin supérieur et françaises.
L'intérieur bien proportionné montre les piliers des cinq arcades des colonnes du bord de la nef et du profil de la corniche. À l’origine, une crypte de hall à trois nefs était présente sous le chœur, qui disparaît en 1683 ; aujourd'hui, le chœur est presque au niveau du sol avec la nef. Le bâtiment ouest s'ouvre par une grande arche du navire. Une galerie ouest, soutenue par une double arcade, est insérée dans la voûte. La palette de couleurs avec les surfaces en plâtre blanc et les parties en pierre de réseau de coulis blanches peintes en rouge correspond aux conditions d'origine, mais est très probablement à l'origine des peintures murales.

## Décoration
L’article le plus précieux en termes d’histoire de l'art est le jubé avec le groupe de croix triomphal, reconstruit à son emplacement d’origine à partir de pièces en grande partie conservées en 1971 et 1972, après avoir été déchiré en 1863 et utilisé en partie comme chaire et en partie comme retable. Les éléments de 1971 sont fabriqués à la chaux teintée.
L'iconographie fait référence à la mort sacrificielle du Christ et le sacrifice de la messe sur l'autel croisé, à gauche et à droite, représentée dans le haut relief d'Abraham et Melchisédech. Dans les écoinçons au-dessus de l'arc en feuille, Cain et Abel sont présentés avec leurs offrandes. Sur le devant de la chaire se trouve le Christ ressuscité avec les symboles évangélistes. À la chaire, le sacrifice d'Isaac et l'exaltation du serpent d'airain par Moïse sont décrits de manière spectaculaire. Il y a des représentations de Daniel, David et Salomon et d'un prophète (peut-être Ézéchiel) dans les arcades aveugles.
Le groupe de crucifixion montre Marie et Jean sous le Christ crucifié, porté et vénéré par deux anges qui s'approchent. Au sommet de la croix, Dieu le Père est représenté avec la colombe du Saint-Esprit, sous la croix se trouve Adam éveillé. Marie et Jean se tiennent sur des rois qui symbolisent probablement le paganisme et le judaïsme surmontés. Stylistiquement, le groupe de la crucifixion est lié aux groupes croisés à peu près simultanés dans la cathédrale de Freiberg et dans la cathédrale de Halberstadt à partir du premier tiers du XIIIe siècle. La monumentalité et la référence quasi-scénique des figures rappellent des œuvres françaises contemporaines, sans aucune influence directe pouvant être prouvée.

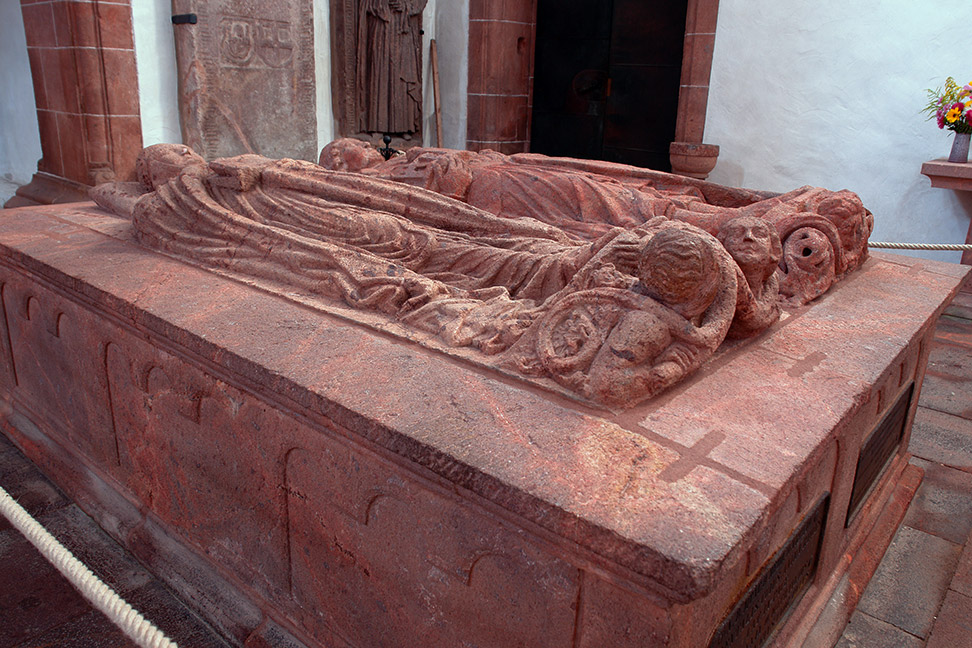
La tombe de Dedo III de Lusace et Mechthild

La tombe du couple de donateurs Dedo III de Lusace (mort en 1190) et de son épouse Mechthild (morte en 1189) n’est que légèrement plus jeune que les sculptures du jubé et est issue de la même tradition. Le tombeau est stylistiquement lié au cénotaphe de Wiprecht de Groitzsch dans l'église Saint-Laurent de Pegau. La tombe se présente sous sa forme actuelle à partir de 1846.
Également de l'époque romane, un temple bénitier et des temples en porphyre sont conservés, mais ils proviennent de l'église de Jerisau.

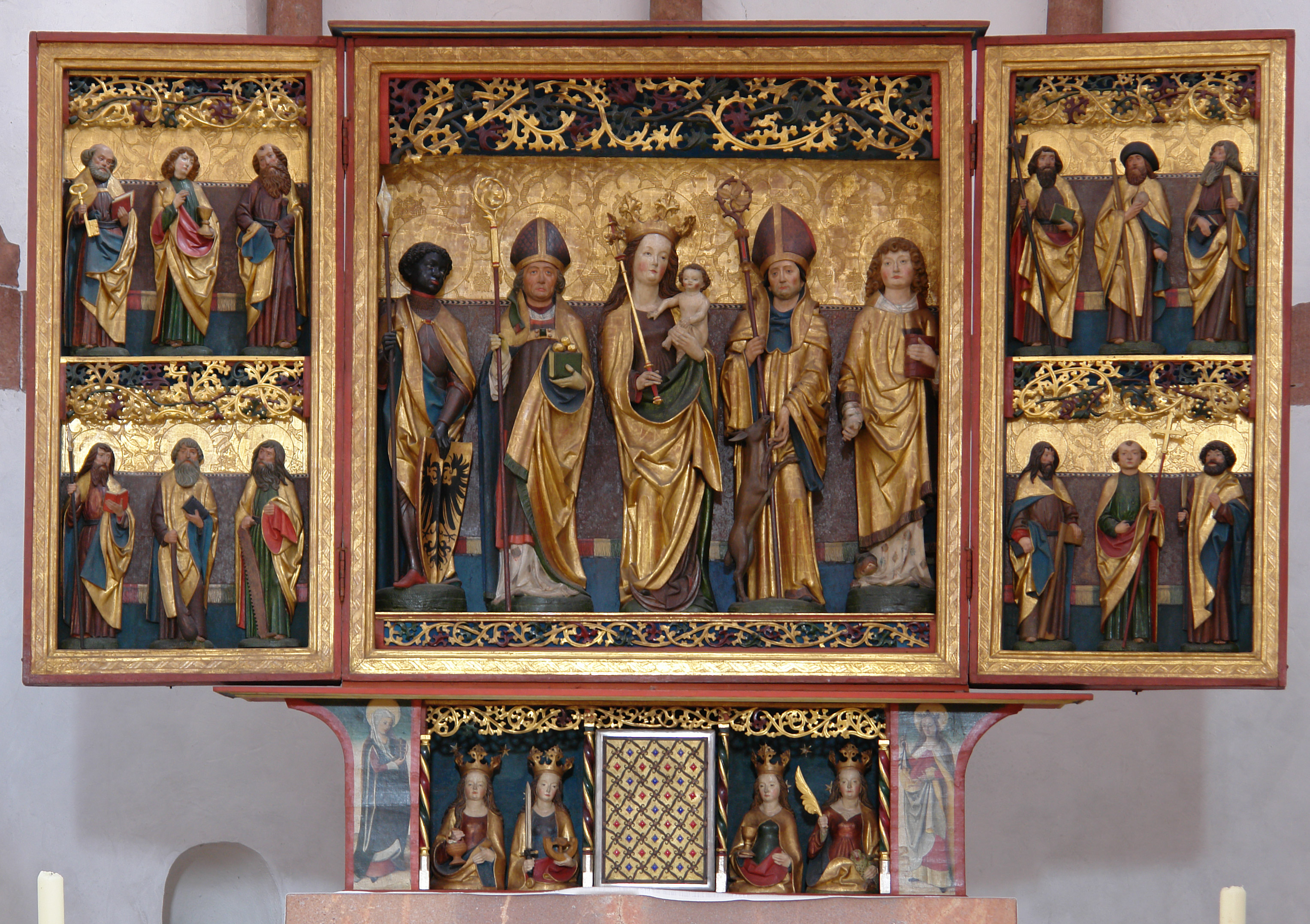
L'autel de Zaasch

En 1979, un autel sculpté de style gothique tardif de Zaasch, datant de 1510 environ, est érigé dans l'abside principale. Dans la prédelle, il montre des demi-silhouettes féminines, dans le sanctuaire, une Madone avec Maurice, deux évêques et Laurent, ainsi que sur les ailes, les silhouettes des apôtres sur deux rangées. Dans la première aile, il y a des représentations peintes de la Passion du Christ, dans la seconde l'histoire de Noël.
Des parties d'un autel sculpté datant de 1510 environ sont installées dans l'abside nord. Cet autel montre dans le sanctuaire un saint indéfinissable et les saints Blaise et Martin, ainsi que dans les ailes Anne et Marie-Madeleine.
Dans l'abside sud se trouve une représentation néo-romane de la salutation de l'Ange avec l'image miraculeuse de Marie du Perpétuel Secours. Dans le bras sud du transept se trouve une représentation du Christ au repos de 1500. Un orgue de la facture Jehmlich datant de 1980 et comportant 12 registres est arrangé par Winfried Schrammek conformément aux principes de la construction d'orgues médiévales.

## Prieurs et abbés

### Chanoines réguliers de saint Augustin (1168–1278)
- 1174–1189 Thiedrich (Dietrich) von Lautenburg (mort le 7 décembre 1189)
- 1186 À l'instigation de Dedo, le prévôt de Zschillen Dietrich est chargé de l'administration d'un district archidiocésain nouvellement créé avec la paroisse de Rochlitz.
- 1189–1191 Tidericus II.
- 1191–1200 Heidenricus von Zwenkau
- 1200–1231 (?) Wilhelm

### Ordre Teutonique (1280–1539)
- 1280 Hartmann von Heldrungen
- 1283 Burkhard von Sohwenden
- 1290 Conrad von Feuchtwangen
- 1297 Gottfried Graf von Hohenlohe
- 1307 Siegfried von Feuchtwangen
- 1313 Conrad Peffart
- 1326 Werner von Orsela
- 1329 Lutherus Herzog von Braunschweig
- 1333 Theodor Graf von Oldenburg
- 1343 Ludwig Koenigk
- 1346 Heinrich von Thusomer
- 1351 Heinrich von Knopffenrodt
- 1382 Carl Zoellner von Rotenstein
- 1391 Conrad von Waldenroth
- 1395 Conrad von Jungingen
- 1407 Ulrich von Jungingen
- 1410 Heinrich von Plauen
- 1420 Michael von Sternberg
- 1429 Paul von Rusdorff
- 1438 Conrad von Erlingshausen
- 1450 Ludwig von Erlingshausen
- 1467 Heinrich Reuß von Plauen
- 1476 Martin Truchseß von Wetzhausen
- 1480 Johannes von Triffen
- 1489 Andreas von Herda
- 1492 Johannes von Benhusen

### Bénédictins (depuis 1993)

#### Abbé d'Ettal et Wechselburg
- 1993–2005 Abbé Edelbert Hörhammer OSB (refondation en tant qu'abbaye bénédictine)
- 2005–2010 Abbé Barnabas Bögle OSB
  - 2010 (février-juillet) P. Emmeram Walter OSB en tant qu'administrateur de la vacance
- depuis 2010 Abbé Barnabas Bögle OSB

##### Supérieurs de la maison du monastère de Wechselburg en tant que représentant de l'abbé d'Ettal
- 1993–2007 P. Gabriel Heuser OSB
- 2007–2012 P. Angelus Waldstein OSB

##### Prieur du prieuré de Wechselburg
- depuis 2012 P. Maurus Kraß OSB (Abbé Barnabas Bögle)